# Detroit Steel
Detroit Steel (español Detroit de Acero) es un traje ficticio de armadura motorizada que aparece en los cómics estadounidenses publicados por Marvel Comics, en los que generalmente es operado por adversarios o rivales de Iron Man. Creado por el escritor Matt Fraction y el artista Salvador Larocca, Detroit Steel apareció por primera vez en Iron Man (vol 5) #25 (junio de 2010) como parte de la historia "Stark Resilient".

## Historial de publicaciones
Detroit Steel apareció por primera vez en The Invincible Iron Man (vol 5) #25 (junio de 2010), la primera parte de la historia de nueve partes "Stark Resilient", que describía la lucha de Tony Stark para construir su nueva compañía Stark Resilient, cuyo producto insignia es un automóvil propulsado por la misma tecnología de repulsor limpio que alimenta su armadura Iron Man.
El escritor Matt Fraction creó Detroit Steel para encarnar el patriotismo jingoísta en la línea del Team America, y describe al personaje así:

Él es lo que sigue en el agujero dejado por Iron Man una vez que Tony Stark abandona el escenario mundial. Tony no ha estado presente para proteger los intereses regulares que podría tener durante el tiempo que estuvo al frente de Industrias Stark o de S.H.I.E.L.D. Y ahora que regresó, dejó en claro que no quiere volver al lado geopolítico de las cosas. necesariamente. Detroit Steel es lo que sucede en esa ausencia. Es una especie de tipo blindado mejorado patrocinado por Blackwater que se encuentra con NASCAR disponible para contratar al mejor postor por cualquier causa en la ronda. Básicamente, la peor pesadilla de Iron Man de lo que podría llegar a ser. Una perversión absoluta de todo lo que es.

Aunque la armadura de Detroit Steel exhibe los colores de la bandera estadounidense, Fraction afirma que la armadura de Detroit Steel se puede volver a pintar para reflejar los colores de cualquier país o corporación que la compre, desde la bandera japonesa del Sol Naciente (que aparece en The Invincible Iron Man #27) a los colores amarillo y rojo de McDonald's. Fraction también contrasta Detroit Steel con la armadura Bleeding Edge de Iron Man, que debutó en el mismo número, describiendo a este último como "más elegante, pulido y reducido", mientras que el primero es "más grande y mejor y bullicioso y ruidoso y ruidoso y todo lo demás. Es como la diferencia entre un Porsche y un Camión Mack".

## Historia ficticia
El exteniente de la Fuerza Aérea de los Estados Unidos, Doug Johnson III, es el primer piloto de la armadura Detroit Steel y apareció por primera vez durante la historia de "Stark Resilient". Se sometió a modificaciones quirúrgicas para operar el traje armado y también entrenó a los otros pilotos en el ejército Steelcorps. Industrias Hammer, dirigida por Justine Hammer y Sasha Hammer, no solo desea vengarse de Tony Stark por la muerte de su patriarca Justin Hammer, sino que también ve a Stark como un obstáculo para su producto Detroit Steel, que esperan comercializar a nivel mundial como un nuevo soldado para el mundo. Justine y Sasha se embarcan en una campaña para desacreditar a Iron Man en el mercado industrial, conspirando con el corrupto general Babbage del Pentágono, y organizando ataques civiles en los que Detroit Steel está dispuesta a intervenir antes que Iron Man. Poco después, Detroit Steel lanza un ataque sorpresa contra Stark Resilient al orquestar un ataque aéreo a un servidor remoto pilotado sin saberlo por jóvenes jugadores en sus dispositivos móviles que no saben que estas acciones en realidad estaban ocurriendo en el mundo real. Los esfuerzos combinados de Iron Man, Máquina de Guerra, Rescue y Maria Hill pueden detener la huelga y cerrar Detroit Steel.
Detroit Steel aparece a continuación en The Invincible Iron Man durante la historia cruzada de toda la compañía de 2011 "Fear Itself". Detroit Steel está desplegado en París, donde se enfrenta al demonio asgardiano Mokk: Breaker of Faith. Mientras Mokk convierte a la población de la ciudad en piedra, Detroit Steel se enfrenta al villano, lo que hace que su armadura se rompa y Johnson también se convierta en piedra. Pero en la historia posterior de "Demon", se revela que Johnson está vivo. Cuando un trabajador de socorro le pregunta su nombre, da "Detroit Steel" como nombre. Sin embargo, el público cree que Johnson está muerto, y Justine convierte a Sasha en la nueva cara pública de la armadura Detroit Steel. En la historia posterior de "Long Way Down", Johnson secuestra a Sasha para robar una unidad de Detroit Steel, después de lo cual se enfrenta a Sasha, quien lo mata.

### Steelcorps
El Detroit Steelcorps (también conocido como Steelmechs y Hammermechs) es una línea de soldados blindados comercializados por Industrias Hammer.
Durante la historia de "Stark Resilient", una flota de drones voladores no tripulados ayudó en el ataque de Detroit Steel contra Iron Man. Se engañó a jugadores anónimos haciéndoles creer que las misiones que se llevaban a cabo en nombre de Industrias Hammer eran un videojuego jugable a través de una aplicación de teléfono celular, en el que pretendían ser el "copiloto" de Detroit Steel.
Posteriormente, Sasha dirige un equipo de Steelmechs a París, aparentemente en nombre de los gobiernos de EE. UU. y Francia, donde luchan contra Rescue antes de enfrentarse a Mokk: Breaker of Faith.
Los Steelcorps también aparecen en la historia posterior de "Long Way Down".

## Poderes y habilidades
Según Industrias Hammer, Detroit Steel representa "la investigación más vanguardista sobre la mecánica híbrida espinal hombre/máquina que el mundo jamás haya visto", e incorpora tecnología, como CNS (Controlled Exo-Enhanciles), que eventualmente se usaría para terminar parálisis causada por cervicales, torácicas o lesiones corticoespinales. Con un peso de cuatro toneladas y media, el "sobredimensionado" Detroit Steel se eleva sobre Iron Man, con aproximadamente el doble de su altura. El traje Detroit Steel brinda a su ocupante una protección considerable contra armas automáticas y explosivos, aunque el ser con poderes mágicos Mokk: Breaker of Faith pudo rasgar fácilmente la armadura.
El traje Detroit Steel permite a sus usuarios volar, y por lo general se lo ve con un cañón giratorio montado en su brazo derecho y una motosierra especializada en el izquierdo, que puede penetrar la armadura Bleeding Edge de Iron Man. Hay municiones propulsadas por cohetes en los hombros del traje. El cañón giratorio se puede desmontar para que el soldado pueda transportarlo y dispararlo como un arma de mano tradicional, y se ha visto a los usuarios de la armadura Detroit Steel equipados con otros tipos de armas de esta manera, incluidas ambas dirigidas-armas de energía y rifles a escala. La armadura Detroit Steel de Sasha Hammer también se ha representado con un arma de energía dirigida en la palma de la mano. Aquellos que pilotean la armadura Detroit Steel deben someterse a modificaciones quirúrgicas considerables, que dejan implantes visibles en el pecho del piloto, que Doug Johnson sintió que "lo convirtió en un monstruo". Según Justine Hammer, la empresa diseñó modelos para diferentes entornos y zonas calientes, incluidos climas árticos y encuentros urbanos. También se han representado trajes de diferentes alturas y diseños.

## Recepción
Alex Evans, al revisar Invincible Iron Man # 33 para Weekly Comic Book Review, mientras elogiaba la historia de "Stark Resilient" (a la que le dio una B-), descubrió que Justine Hammer y Sasha Hammer eran villanos más efectivos que Detroit Steel, que encontró. ser "soso" y "aburrido". A Evans tampoco le gustó la falta de resolución de la batalla entre Detroit Steel y Iron Man en Invincible Iron Man #33, aunque más tarde elogió a Iron Man #505, que sintió atado ese cabo suelto. Evans fue más receptivo al uso del personaje en la historia posterior "The Long Way Down",#518, "La forma en que Fraction y Larroca representan la pelea entre Detroit Steel y Sasha Hammer fue brillante, alternando viñetas entre la pelea en sí (de noche) y las secuelas (el apartamento destrozado a la luz del día). Creó casi un policía sensación procesal y detectivesca que también sirvió para hacer que todo fuera un poco inquietante e inquietante, lo cual es genial dado lo espeluznante que ya es 'Detroit Steel'".

## En otros medios

### Televisión
- Variaciones de la armadura de Detroit Steel aparecen en Avengers Assemble.
  - Una versión aparece en el episodio "Crack in the System" como un traje de batalla utilizado por Justin Hammer.[26]
  - Los Detroit Steelcorps aparecen en el episodio "Dehulked" como ejecutores robóticos utilizados por Igor Drenkov.[27]
- La armadura de Detroit Steel aparece en Lego Marvel Avengers: Climate Conundrum, en el que es operada por Justin Hammer (con la voz de Bill Newton).[28]

### Videojuegos
- La encarnación de Doug Johnson III de Detroit Steel aparece como un personaje jugable en Lego Marvel Vengadores.[29]
- La armadura Detroit Steel aparece en Lego Marvel Super Heroes, en la que es operada por Justin Hammer.[30][31]